# Salima Lalili
Salima Lalili, née le 28 janvier 1979, est une judokate algérienne.

## Carrière
Salima Lalili est médaillée d'argent dans la catégorie des moins de 48 kg aux Championnats d'Afrique de judo 2001 à Tripoli.